# Kwekeling
Kwekeling is een ouderwetse Nederlandse term voor iemand die een dagopleiding volgt aan een school voor onderwijzer of onderwijzeres. Je zou zo iemand tegenwoordig een PABO-student noemen. Tot in de jaren 80 van de 20e eeuw werd de term kwekeling gebruikt (afkomstig van de oude term voor de PABO, de Kweekschool)
Ook een leerling aan een kweekschool voor de Zeevaart werd een kwekeling genoemd. 